# Sección de Hockey del Real Madrid Club de Fútbol
La sección de Hockey del Real Madrid Club de Fútbol —con sus respectivas modalidades de Sala, Hierba, Patines y Hielo—, a pesar de permanecer extinta en la actualidad, cosechó algunos éxitos para el club desde que se fundasen las primeros equipos en el año 1918.
Pese a su tardía aparición, ya en el año 1903 miembros del club trataron de establecer este juego entre sus socios, para lo cual solicitaron unos catálogos a Londres con la normativa y demás requerimientos para poder comenzar su práctica. Parece ser que la idea no llegó a cuajar, ya que no se poseen más noticias al respecto hasta que en 1913, los integrantes del Madrid Hockey Club, solicitaron al equipo madridista ingresar en su sociedad, recibiendo, según parece, una negativa con la excusa de los perjuicios que este deporte podía causar a sus instalaciones.

## Historia

### Hockey Hielo
Con la construcción del pabellón y la pista del hielo en 1969, dentro de las instalaciones de la ciudad deportiva, se potenció notablemente esta sección junto con otros deportes como el patinaje sobre hielo, aunque nunca llegó a consolidarse como tal.

### Hockey Hierba
Data de 1918 la aparición de un equipo de esta especialidad en el club tras decidirse su implantación en la junta celebrada el 25 de febrero. Sin embargo no caló demasiado en la disciplina hasta una década después, coincidiendo con las disputas de los encuentros en el Campeonato Regional.
La sección participó en numerosos encuentros con equipos más reconocidos en la época como el San Sebastián Recreation Club —primer club surgido en España en 1904 y que posteriormente tuvo a su sucesor en la sección de la Real Sociedad de Foot-ball—, el Athletic de Madrid, el Real Club de Polo, o la sección del Foot-ball Club Barcelona entre otras.
Contó también con una sección femenina.

### Hockey Patines
Sección desaparecida en los años 80. En ella disputó algunos partidos contra el eterno rival cargados de igual rivalidad que la existente en el fútbol. También contaba con una prometedora y exitosa cantera.

### Hockey Sala
Actúa bajo el antiguo nombre de A.D. Plus Ultra, que como en muchas otras secciones, era su representante en sus secciones polideportivas. Se crea en 1930, aunque en 1918 ya contaba con un equipo de esta especialidad. Se adjudica la primera liga de hockey sala. También contaba con una sección femenina.

## Palmarés
Masculino:
"Hockey Sala":
- 1 Campeonato de España de Hockey Sala[12]

"Hockey Hierba":
- 1 Campeonato Regional Centro: 1930.[13]

"Hockey Patines":
- 1 Subampeonato de España de Hockey Patines de Segunda División: 1950[14]

## Enlaces de interés
- Real Madrid Club de Fútbol
- Real Madrid de Baloncesto